# Wladimir Metodiew
Wladimir Metodiew (bulgarisch Владимир Методиев; * 24. Januar 1984, englische Transkription Vladimir Metodiev) ist ein bulgarischer Badmintonspieler. 

## Karriere
Wladimir Metodiew war 2004 erstmals bei den nationalen Titelkämpfen in Bulgarien erfolgreich. Bis 2009 folgten sechs weitere Siege. Gewinnen konnte er des Weiteren das Herrendoppel (gemeinsam mit Stilian Makarski) bei den Romanian International 2006 und 2009, die Slovenian International, die Bulgarian International und die Balkanmeisterschaften. 2006, 2007 und 2009 nahm er an den Badminton-Weltmeisterschaften teil.